# Har Zemer
Har Zemer (hebrejsky: הר זמר) je vrch o nadmořské výšce 529 metrů v Izraeli, v Horní Galileji.
Nachází se na jihovýchodním okraji náhorní terasy Bik'at Kedeš, cca 1 kilometr jihozápadně od vesnice Ramot Naftali a západně od lokální silnice 886, která z Ramot Naftali vede k jihu. Má podobu nevelkého odlesněného pahorku. Severním a západním směrem leží rovinatá a zemědělsky využívaná enkláva údolí Bik'at Kedeš, východním směrem terén spadá do Chulského údolí, kam z pahorku Har Zemer sestupují také vádí Nachal Zemer a nedaleko odtud i Nachal Geršom. Východně od Har Zemer, ještě před terénním zlomem do Chulského údolí, stojí pahorek se zbytkem starověké pevnosti Keren Naftali.